# Baojun KiWi EV
Baojun E300 – elektryczny samochód osobowy klasy miejskiej produkowany pod chińską marką Baojun w latach 2020–2021 oraz jako Baojun KiWi EV od 2021 roku.

## Historia i opis modelu

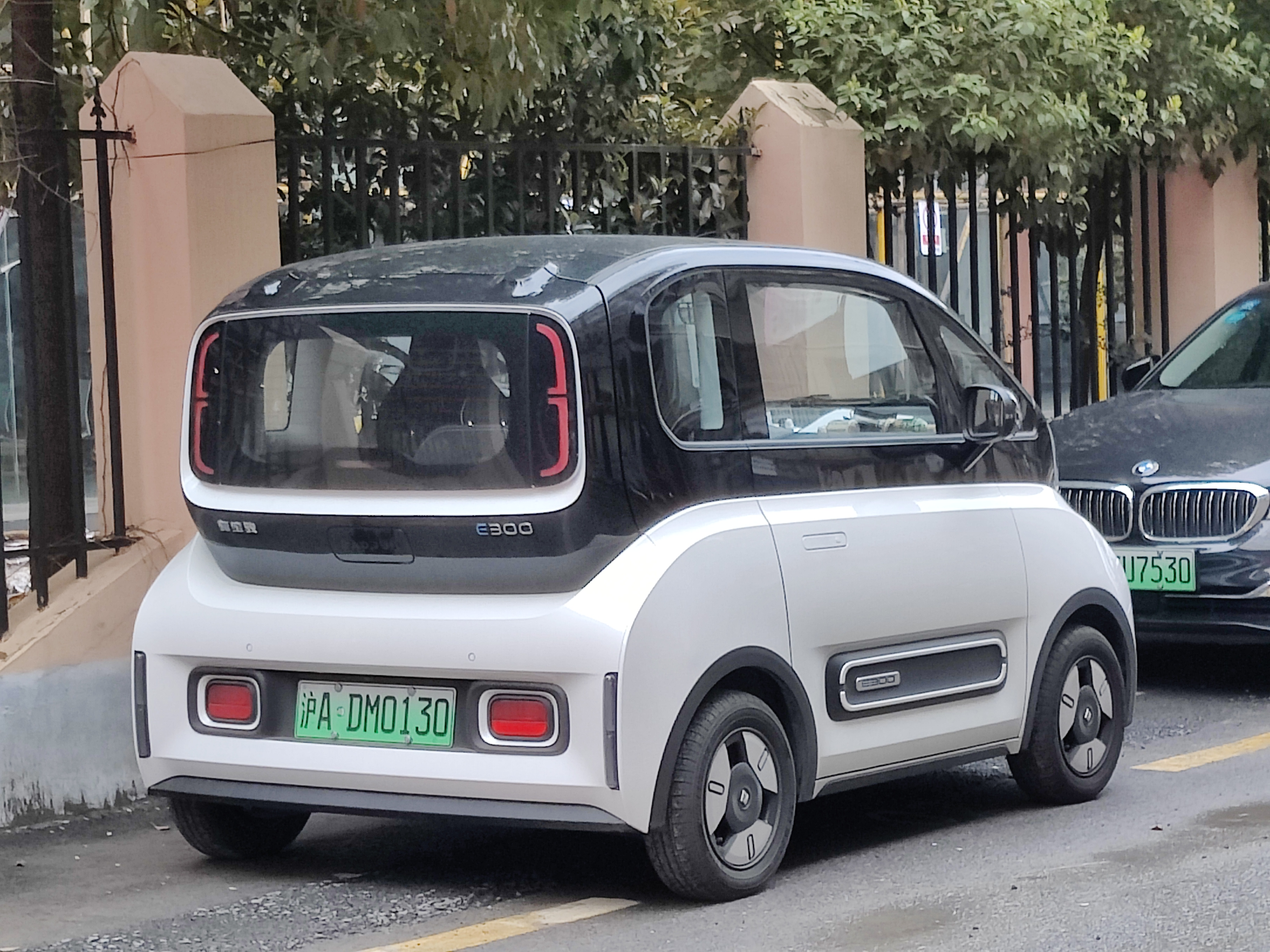
Baojun E300 – tył

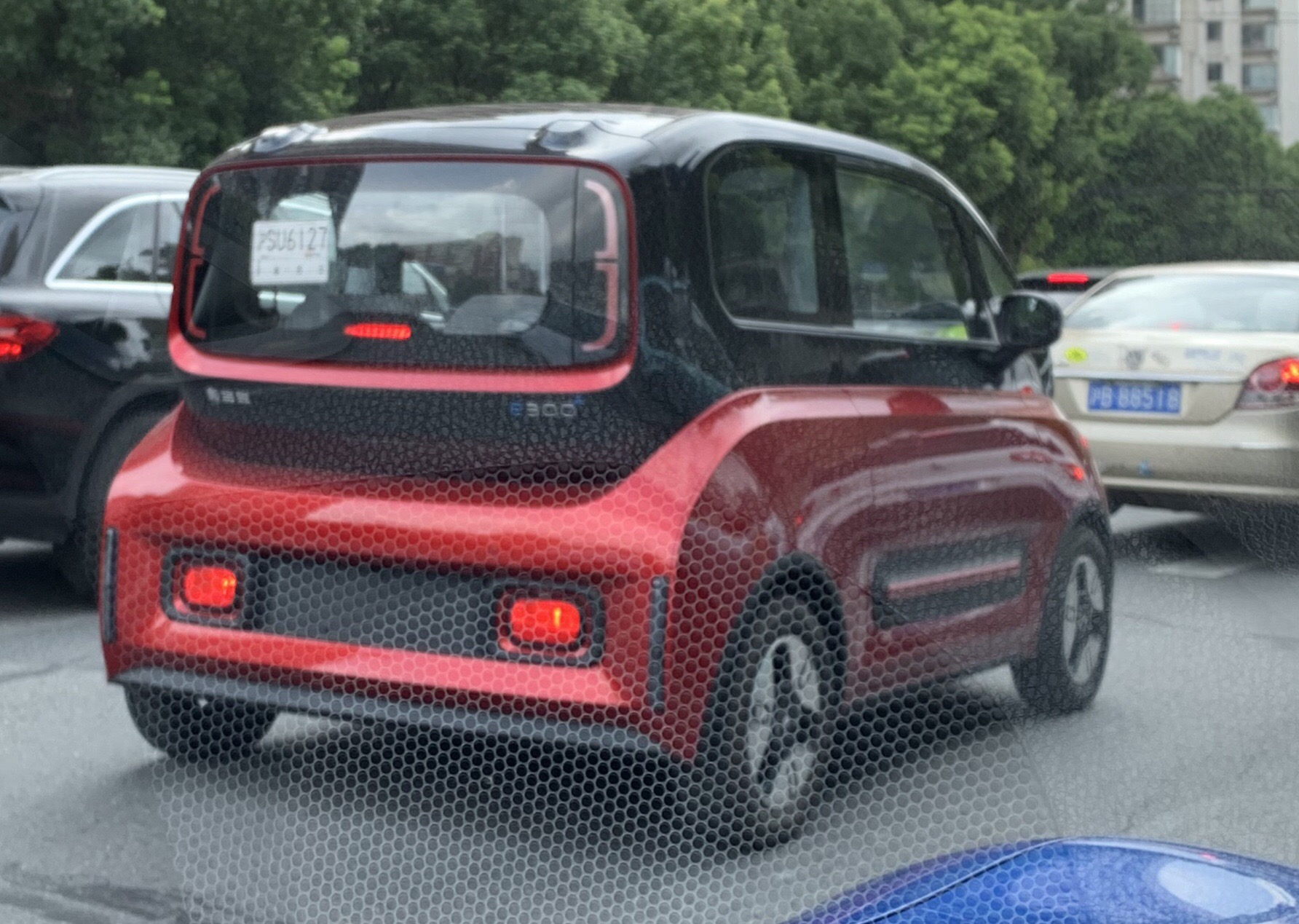
Baojun E300 Plus

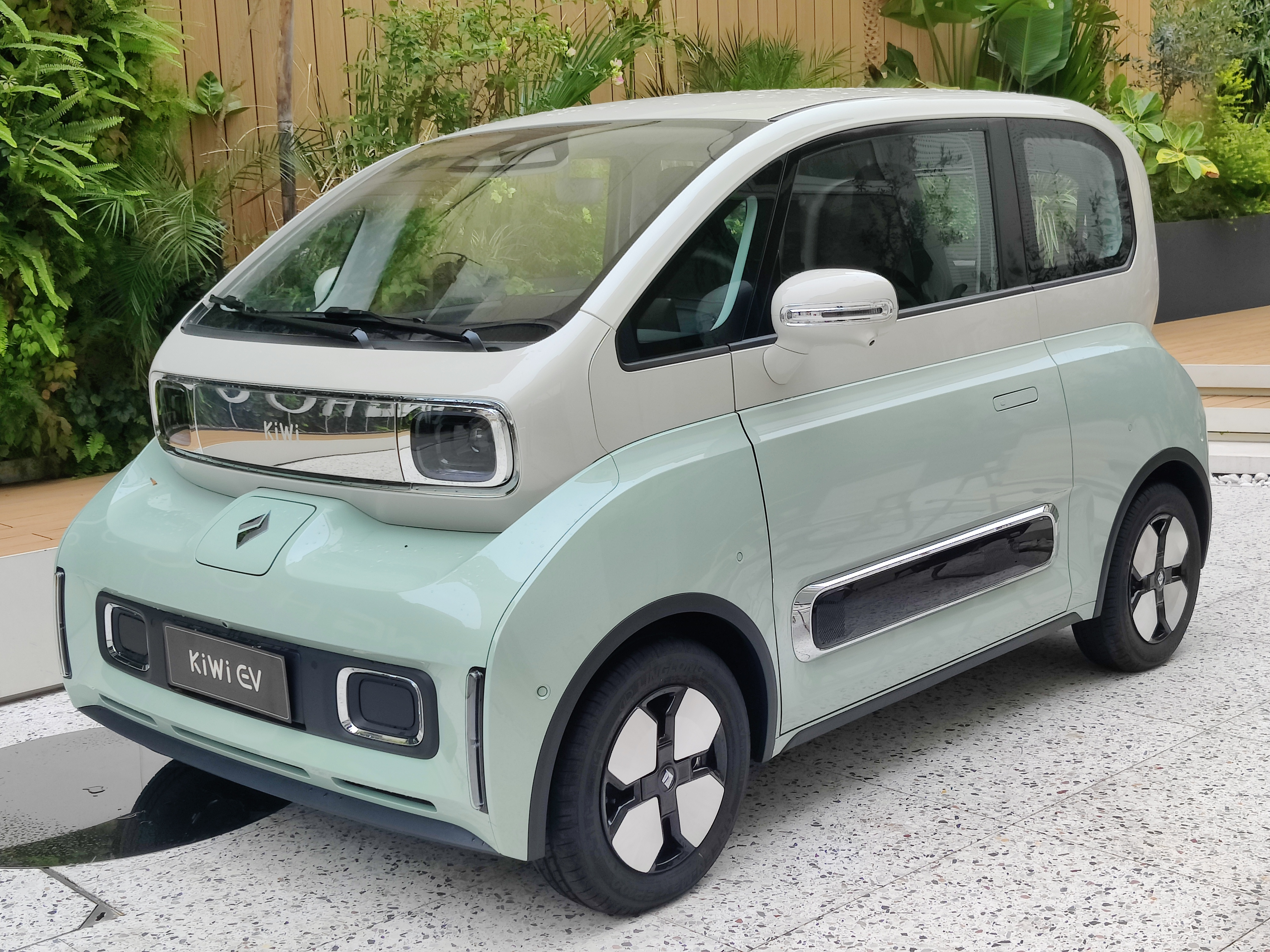
Baojun KiWi EV

Po modelach E100 i E200, w grudniu 2019 roku chiński Baojun zdecydował się poszerzyć swoją lokalną ofertę skierowaną do chińskich odbiorców o trzeci i zarazem największy spośród małych samochodów elektrycznych pojazd o nazwie E300.
Baojun E300 on w wyniku kooperacji joint-venture SAIC-Wuling-GM z chińskim gigantem branży elektronicznej Xiaomi. Dzięki udostępnionej technologii, kierowca pozostaje w stałej łączności między Baojunem E300 a całym ekosystemem Xiaomi. Ponadto, samochód umożliwia także sterowanie głosowe w ramach systemu XiaoAI.
Samochód utrzymany został w futurystycznej stylistyce, którą łączą dwa wizualne moduły składające się z kolorowej, niższej części nadwozia na linii drzwi i zderzaków oraz pomalowanej na czarno, przeszklonej części zdobionej przez pas świetlny z przodu oraz pionowo umieszczone lampy tylne. W podstawowym wariancie Baojun E300 mieści dwójkę pasażerów.

### E300 Plus
Równolegle z podstawowym Baojunem E300, zadebiutował także przedłużony wariant o nazwie Baojun E300 Plus. Charakteryzuje się on większym rozstawem osi, a także dodatkową przestrzenią wygospodarowaną na drugi rząd siedzeń, przez co pojazd może przewieźć łącznie czterech pasażerów.

### Zmiana nazwy
W kwietniu 2021 roku podczas wystawy samochodowej Shanghai Auto Show Baojun przedstawił zaktualizowany wariant rodziny modelowej E300/E300 Plus, która zyskała nową nazwę – wzorem modelu Valli, samochód otrzymał nazwę własną Baojun KiWi EV.
Ponadto, unowocześnione oprogramowanie i systemy wspierające kierowcę powstały we współpracy z chińskim potentatem branży producentów dronów, DJI, który wspomógł także Baojuna w pracach nad nowej generacji systemem autonomicznej jazdy, na czele z czujnikami.

### Sprzedaż
Baojun E300 oferowany jest wyłącznie na rynku chińskim, stanowiąc najprzestronniejszą i najdroższą alternatywę spośród niewielkich pojazdów elektrycznych producenta. Cena pojazdu wynosi 65800 juanów, co odpowiadało pod koniec 2019 roku równowartości 37 tysięcy złotych.

### Dane techniczne
Baojun E300, podobnie jak wariant E300 Plus, napędzany jest silnikiem elektrycznym o mocy 39 KM, a także baterią o pojemności 30 kWh. Pojazd rozwija w ten sposób na jednym ładowaniu maksymalnie 305 kilometrów.